# Lijst van spelers van NK Aluminij
Deze lijst omvat voetballers die bij de Sloveense voetbalclub NK Aluminij spelen of gespeeld hebben. De spelers zijn alfabetisch gerangschikt.

## B
- Andraz Bajlec
- Adnan Bešič
- Klemen Bingo
- Blaž Brezovački

## C
- Blaž Cesar
- Leon Črnčič
- Martin Cvetič

## D
- Blaž Dolinar
- Marko Drevenšek

## F
- Aljoša Fekonja
- David Flakus Bosilj
- Franc Fridl

## G
- Javier Grbec

## I
- Jaka Ihbeisheh

## J
- Jurica Jeleč
- Boban Jovič

## K
- David Kašnik
- Alen Kavčič
- Luka Kirič
- Marko Kmetec
- Miha Kokol
- Tomaž Kožar
- Sergej Krajnc
- Robert Kurež

## L
- Kristian Lipovac
- Daniel Ljubec
- David Lonzarič
- David Lugonjic

## M
- Žan Majer
- Aljaž Medved
- Martin Milec
- Tomaž Murko

## P
- Nejc Pečovnik
- Juro Pejić
- Timotej Petek
- Alen Ploj
- Marko Pokleka
- Uroš Poljanec
- Matej Pučko
- Dejan Purišič

## R
- Milan Rakic
- Denis Rešek
- Mitja Rešek
- Gregor Režonja

## S
- Boris Sambolec
- Semir Spahič
- Boštjan Strel
- Jan Štrukelj
- Almir Sulejmanovič

## T
- Robert Težacki
- Niko Tisaj
- Denis Topolovec

## V
- Marcel Vindiš
- Matej Vracko
- Žiga Vraničar

## Z
- Tadej Žagar
- Denis Zajc